# Andrzejówka (Hrubieszów)
Andrzejówka [pronunciación en polaco: /andʐɛˈjufka/] (en ucraniano: Андріївка, romanizado: Andriyivka) es un pueblo en el distrito administrativo de Gmina Mircze, dentro del Distrito de Hrubieszów, Voivodato de Lublin, en el este de Polonia, cercano a la frontera con Ucrania. Se encuentra aproximadamente 4 kilómetros al oeste de Mircze, 19 kilómetros al sur de Hrubieszów, y 112 kilómetros al sudeste de la capital regional, Lublin.